# Championnat de Roumanie de rugby à XV 2016-2017
Navigation
SuperLiga 2015 SuperLiga 2017-2018
Le championnat de Roumanie de rugby à XV 2016-2017 ou SuperLiga 2016-2017 est 102e édition de la compétition qui se déroule du 30 juillet 2016 au 28 mai 2017. Elle oppose les sept meilleures équipes de Roumanie.

## Liste des équipes en compétition
| CSM Baia Mare CSM Bucarest Dinamo Bucarest Steaua Bucarest Timișoara Saracens CSU Cluj-Napoca Poli Iasi |

| Équipe                       | Entraineur(s)    | Stade                       | Capacité | Ville       |
| ---------------------------- | ---------------- | --------------------------- | -------- | ----------- |
| CSM Baia Mare                | Eugen Apjok      | Stadionul Lascăr Ghineţ     | 2 500    | Baia Mare   |
| CSM Bucarest                 | Michael Bradley  | Stade Arcul de Triumf       | 5 500    | Bucarest    |
| Dinamo Bucarest              | Cristian Hîldan  | Stadionul Florea Dumitrache | 1 100    | Bucarest    |
| RC Steaua Bucarest           | Cristian Petre   | Stadionul Ghencea II        | 3 000    | Bucarest    |
| Timișoara Saracens           | Grainger Heikell | Stade Dan-Păltinișanu       | 32 019   | Timișoara   |
| CS Universitatea Cluj-Napoca | Horea Hîmpea     | Cluj Arena                  | 30 201   | Cluj-Napoca |
| CS Politehnica Iași          | George Sava      | Stadion Tepro Tineretului   | 1 500    | Iași        |

## Résumé des résultats

### Classement de la phase régulière
| Rang | Club                   | J  | V  | N | D  | Pm  | Pe  | Diff | Pts |
| ---- | ---------------------- | -- | -- | - | -- | --- | --- | ---- | --- |
| 1    | CSM Baia Mare          | 12 | 10 | 0 | 2  | 425 | 180 | +245 | 49  |
| 2    | Steaua București       | 12 | 10 | 0 | 2  | 346 | 176 | +170 | 48  |
| 3    | Timișoara Saracens (T) | 12 | 9  | 0 | 3  | 370 | 167 | +203 | 45  |
| 4    | Dinamo București       | 12 | 4  | 0 | 8  | 259 | 338 | -79  | 20  |
| 5    | CSM București          | 12 | 3  | 0 | 9  | 228 | 341 | -113 | 18  |
| 6    | CS Politehnica Iași    | 12 | 3  | 0 | 9  | 233 | 395 | -162 | 14  |
| 7    | Universitatea Cluj     | 12 | 2  | 0 | 10 | 142 | 406 | -264 | 8   |

|  | Champion (no 1).                              |
|  | Relégué (no 2, no 3, no 4, no 5, no 6, no 7). |
|  | T : tenant du titre 2016                      |

## Résultats détaillés

### Phase régulière

#### Tableau synthétique des résultats
L'équipe qui reçoit est indiquée dans la colonne de gauche.
| Clubs               | BAI   | CSM   | DIN   | IAS   | STE   | TIM   | UCN   |
| ------------------- | ----- | ----- | ----- | ----- | ----- | ----- | ----- |
| CSM Baia Mare       |       | 53-25 | 59-21 | 35-10 | 29-20 | 22-3  | 34-10 |
| CSM Bucarest        | 19-27 |       | 25-33 | 41-28 | 19-28 | 16-12 | 5-0   |
| Dinamo Bucarest     | 11-22 | 24-25 |       | 28-17 | 21-27 | 16-38 | 34-10 |
| CS Politehnica Iași | 7-48  | 39-19 | 20-26 |       | 15-40 | 24-49 | 25-3  |
| RC Steaua Bucarest  | 29-24 | 28-7  | 39-25 | 37-11 |       | 9-8   | 45-6  |
| Timișoara Saracens  | 19-12 | 45-17 | 31-0  | 46-13 | 8-6   |       | 60-21 |
| Universitatea Cluj  | 6-60  | 24-10 | 25-20 | 23-24 | 3-38  | 11-51 |       |

|  | Victoire à domicile |  | Match nul |  | Défaite à domicile |

## Phase finale

### Attribution du titre
|  | Quarts de finale             | Quarts de finale   |                    |                    | Demi-finales           | Demi-finales           |    |  | Finale             | Finale      |
|  | Quarts de finale             | Quarts de finale   |                    |                    | Demi-finales           | Demi-finales           |    |  | Finale             | Finale      |
|  |                              |                    |                    |                    |                        |                        |    |  |                    |             |
|  |                              |                    |                    |                    | 20 mai 2017            | 20 mai 2017            |    |  | 28 mai 2017        | 28 mai 2017 |
|  |                              |                    |                    |                    | 20 mai 2017            | 20 mai 2017            |    |  | 28 mai 2017        | 28 mai 2017 |
|  |                              |                    |                    |                    | 20 mai 2017            | 20 mai 2017            |    |  | 28 mai 2017        | 28 mai 2017 |
|  |                              |                    |                    |                    | 20 mai 2017            | 20 mai 2017            |    |  | 28 mai 2017        | 28 mai 2017 |
|  |                              |                    |                    |                    | 20 mai 2017            | 20 mai 2017            |    |  | 28 mai 2017        | 28 mai 2017 |
|  | CSM Baia Mare                | 44                 |                    |                    |                        |                        |    |  | 28 mai 2017        | 28 mai 2017 |
|  | CSM Baia Mare                | 44                 | 13 mai 2017        |                    |                        |                        |    |  | 28 mai 2017        | 28 mai 2017 |
|  |                              | CSM Bucarest       | 9                  |                    |                        |                        |    |  | 28 mai 2017        | 28 mai 2017 |
|  | Dinamo Bucarest              | CSM Bucarest       | 9                  | 26                 |                        |                        |    |  | 28 mai 2017        | 28 mai 2017 |
|  | Dinamo Bucarest              |                    |                    | 26                 |                        |                        |    |  | 28 mai 2017        | 28 mai 2017 |
|  | CSM Bucarest                 | 37                 |                    |                    |                        |                        |    |  | 28 mai 2017        | 28 mai 2017 |
|  | CSM Bucarest                 | 37                 | CSM Baia Mare      | 16                 |                        |                        |    |  |                    |             |
|  | 13 mai 2017                  |                    | CSM Baia Mare      | 16                 |                        |                        |    |  |                    |             |
|  |                              | Timișoara Saracens | 17                 |                    |                        |                        |    |  |                    |             |
|  | RC Steaua Bucarest           | Timișoara Saracens | 17                 | 43                 |                        |                        |    |  |                    |             |
|  | RC Steaua Bucarest           | 20 mai 2017        |                    | 43                 |                        |                        |    |  |                    |             |
|  | CS Universitatea Cluj-Napoca | 3                  |                    |                    |                        |                        |    |  |                    |             |
|  | CS Universitatea Cluj-Napoca | 3                  | RC Steaua Bucarest | 5                  |                        |                        |    |  |                    |             |
|  | 13 mai 2017                  | 13 mai 2017        | RC Steaua Bucarest | 5                  | Match pour la 3e place | Match pour la 3e place |    |  |                    |             |
|  | 13 mai 2017                  | 13 mai 2017        |                    | Timișoara Saracens | Match pour la 3e place | Match pour la 3e place | 12 |  |                    |             |
|  | Timișoara Saracens           | 5                  | 28 mai 2017        | 28 mai 2017        |                        |                        | 12 |  |                    |             |
|  | Timișoara Saracens           | 5                  | 28 mai 2017        | 28 mai 2017        |                        |                        |    |  |                    |             |
|  | CS Politehnica Iași          | 0                  |                    | CSM Bucarest       | 37                     |                        |    |  |                    |             |
|  | CS Politehnica Iași          | 0                  |                    | CSM Bucarest       | 37                     |                        |    |  |                    |             |
|  |                              |                    |                    |                    |                        |                        |    |  | RC Steaua Bucarest | 24          |
|  |                              |                    |                    |                    |                        |                        |    |  | RC Steaua Bucarest | 24          |

### Matchs de classement
| 20 mai 2017 | CS Politehnica Iași | 27-19 | CS Universitatea Cluj-Napoca |  |
| 20 mai 2017 |                     |       |                              |  |
| 20 mai 2017 |                     |       |                              |  |

| 24 mai 2017 | Dinamo Bucarest | 36-24 | CS Politehnica Iași |  |
| 24 mai 2017 |                 |       |                     |  |
| 24 mai 2017 |                 |       |                     |  |

| 27 mai 2017 | CS Universitatea Cluj-Napoca | 17-45 | Dinamo Bucarest |  |
| 27 mai 2017 |                              |       |                 |  |
| 27 mai 2017 |                              |       |                 |  |

## Classement final
| Position           | Équipe                       |
| ------------------ | ---------------------------- |
| Médaille d'or      | Timișoara Saracens           |
| Médaille d'argent  | CSM Baia Mare                |
| Médaille de bronze | CSM Bucarest                 |
| 4                  | RC Steaua Bucarest           |
| 5                  | Dinamo Bucarest              |
| 6                  | CS Politehnica Iași          |
| 7                  | CS Universitatea Cluj-Napoca |